# Órgano del Auditorio Maurice Ravel
El Órgano del Auditorio Maurice Ravel es un instrumento emplazado en dicho centro cultural ubicado en Part-Dieu, tercer distrito de Lyon, Francia. Fue fabricado por Aristide Cavaillé-Coll originalmente para la Exposición Universal de 1878 en el Palais du Trocadéro en París, Francia. Promovido por destacados exponentes de la escuela francesa de órgano, como Alexandre Guilmant, Charles-Marie Widor y Marcel Dupré, este instrumento es el órgano de sala de conciertos más antiguo del país. Fue trasladado al Palais de Chaillot en 1937 y, cuarenta años después, a su ubicación actual. Tras numerosas renovaciones, se considera uno de los instrumentos musicales más importantes de Francia.

## Historia
En 1878, se inauguró una gran sala de conciertos diseñada por Gabriel Davioud en el Palacio de Chaillot en París. Su propósito era servir de telón de fondo para la Exposición Universal de 1878 que se celebraba al otro lado del Río Sena, en el Campo de Marte. Construida en medio de la Comuna de París, el gobierno tenía la intención de dotar a París de su primera sala de conciertos pública puesto que todas las demás eran privadas, y de su primer órgano públicamente audible fuera de una iglesia.
El elegido para construir el órgano fue el famoso organero francés Aristide Cavaillé-Coll, quien ya tenía experiencia en la construcción de órganos de sala de conciertos en Sheffield (1873) y el Palais de l'Industrie en Ámsterdam (1875), fue elegido para el contrato. Al igual que otros trabajos, Cavaillé-Coll uso como base un instrumento preexistente, en este caso uno de 46 registros y tres teclados originalmente armado para la recién construida Notre-Dame-d'Auteuil, ubicada cerca del Trocadéro. Su contrato estipulaba que el órgano se retiraría quince días después del cierre de la exposición. Sin embargo, Rollin Smith sostiene que este instrumento fue originalmente diseñado no para Notre-Dame-d'Auteuil (que aún estaba en planificación) sino para un cliente desconocido, quien luego rescindió su contrato. Su párroco, el padre Lamazou, adquirió el instrumento a un precio reducido para la comunidad.
Se realizó un pedido adicional para una división de pedal con diez registros con rango de 32 pies de tubos de peltre, que se utilizaría en una fecha posterior en la construcción del órgano planeado para el Trocadéro, pero no se llegó a materializar.
Cavaillé-Coll adaptó el instrumento a la sala de 5000 asientos del Trocadéro aumentando el número de teclados (de tres a cuatro) y registros (de 46 a 66), favoreciendo fundamentos más gruesos para compensar la acústica poco reverberante. El órgano se convirtió en uno de los más grandes de su época, incorporando las últimas innovaciones técnicas: máquinas Barker, cajas de viento y fuelles que producían amplios rangos de presiones capaces de satisfacer los considerables requisitos de viento, un precombinador entre otras cosas.
El estilo era romántico, expresivo y sinfónico. Se abandonaron las mutaciones clásicas y las mixturas, favoreciendo los registros fundamentales de 8′, un refuerzo de los graves con registros de 16′ y 32′, además de registros de textura “concertante”: registros ondulantes como Voix céleste y Unda maris, y flautados y lengüetería de carácter orquestal, como Violoncellos, Gambes, Diapasons, o Clarinet. Además, dos teclados manuales, Positif y Récit, estaban encerrados en cajas expresivas, en lugar de solo una como era habitual.

## Inauguración
El primer concierto inaugural tuvo lugar el 6 de junio de 1878, con Édouard Colonne al mando de una orquesta de 350 músicos interpretando la oda sinfónica Le Désert de Félicien David y la cantata Les Noces de Prométhéee de Camille Saint-Saëns. El órgano fue inaugurado oficialmente el 7 de agosto de 1878 por Alexandre Guilmant, quien interpretó su Marche funèbre y Chant séraphique. El programa incluyó también obras de Lemmens, Martini, Chauvet, Handel, la Toccata y Fuga en re menor BWV 565 de Bach, y Mendelssohn. Se ofrecieron 16 conciertos hasta el cierre de la exposición el 8 de octubre, con organistas como Eugène Gigout, Théodore Dubois, Saint-Saëns y André Messager. Destacaron Widor con el estreno de su Sinfonía para órgano n.º 6 el 24 de agosto, y Franck con las Tres piezas para gran órgano el 1 de octubre, que se han vuelto fundamentales dentro del repertorio organístico.

## Conciertos de Guilmant
Tras el cierre de la exposición, el órgano permaneció en Notre-Dame-d’Auteuil hasta el verano siguiente. Alexandre Guilmant, considerado informalmente como su titular, organizó una serie de conciertos desde recitales de órgano solista o con acompañamiento. El 19 de octubre de 1879, Widor ofreció la primera interpretación pública de su Sinfonía n.º 5 (privadamente ya la había tocado), ante el ministro de Bellas Artes Edmond Turquet. Guilmant promovió música antigua, interpretando obras de Bach, Buxtehude, Frescobaldi, Clérambault y conciertos completos de música de órgano de Handel. Lamazou solicitó al gobierno recuperar los tubos para su parroquia, pero, gracias a la intervención de Guilmant y Widor, el órgano continuó legalmente en manos de la sala desde 1882. Al final se acordó un nuevo instrumento para la iglesia: de dos teclados y 32 registros, inaugurado el 11 de febrero de 1885. La acústica del Trocadéro resultó insatisfactoria para música que no fuera de órgano, y por lo que la sala fue reconocida por sus conciertos de órgano, con organistas de Francia, Europa y Estados Unidos actuando allí hasta 1926, aunque el alquiler era muy costoso.

## Conciertos de Dupré
A comienzos del siglo XX, el órgano comenzó a tener problemas mecánicos agravados por la falta de mantenimiento como consecuencia de la carencia de fondos tras la Primera Guerra Mundial. Aun así, Saint-Saëns inauguró en Francia su obra Cyprès et lauriers en 1920, interpretado por Eugène Gigout. Ese mismo año, Marcel Dupré brindó duna serie de diez recitales en donde interpretó la obra completa de Bach al órgano, todos de memoria, seguido por una serie de seis conciertos en primavera.
El órgano se deterioró más, Louis Vierne se mostró preocupado por el mal estado del instrumento. Cuando Dupré interpretó allí la primera presentación francesa de su Symphonie-Passion el 30 de abril de 1925 ante 3000 oyentes, el mal estado del instrumento era evidente. En 1926 reunió fondos con un recital benéfico y, como consultor principal, supervisó su restauración a su estado original, reinaugurándo el 2 de marzo de 1927. Ofreció seis conciertos más, culminando con el estreno de Le Chemin de la Croix el 14 de agosto de 1932, y su último recital el 14 de agosto de 1935, justo antes de que el edificio fuese demolido.

## Traslado
El órgano fue desarmado y almacenado ya que el edificio fue demolido. En 1937 el órgano fue armado en el Palais de Chaillot. En 1977 fue instalado en el Auditorio Maurice Ravel de Lyon donde se encuentra actualmente.

## Disposición
| I. Grand Orgue (Great) | II. Positif expressif (Expressive Choir) | III. Récit expressif (Expressive Swell) | IV. Solo-Bombarde (Solo Bombarde) | Pédale (Pedal) |
| --- | --- | --- | --- | --- |
| Montre 16 Bourdon 16 Montre 8 Cello 8 Flûte harmonique 8 Bourdon 8 Prestant 4 Flûte douce 4 (An) Doublette 2 (an) Dessus de Cornet V (an) Plein-jeu harmonique V (an) Bombarde 16 (an) Trompette 8 (an) Clairon 4 (an) | Bourdon 16 Principal 8 Flûte harmonique 8 Salicional 8 Unda maris 8 Flûte octaviante 4 Quinte 2 2/3 (An) Doublette 2 (An) Plein-jeu harmonique III-VI (an) Basson 16 (an) Trompette 8 (an) Cromorne 8 (an) | Quintaton 16 Flûte harmonique 8 Cor de nuit 8 Viole de gambe 8 Voix céleste 8 Flûte octaviante 4 Octavin 2 (An) Cornet V (An) Carillon I-III Basson 16 (an) Trompette 8 (an) Basson-hautbois 8 Voix humaine 8 Clairon harmonique 4 (an) | Bourdon 16 Flûte harmonique 8 Diapason 8 Violoncelle 8 Flûte octaviante 4 Octavin 2 Tuba magna 16 (an) Trompette harmonique 8 (an) Clarinette 8 (an) Clairon harmonique 4 (an) | Principal basse 32 Basse 16 Contrebasse 16 Grosse flûte 16 Violonbasse 16 Grosse flûte flute 8 Basse 8 Bourdon 8 Violoncelle 8 Contre bombarde 32 (an) Bombarde 16 (an) Basson 16 (an) Trompette 8 (an) Basson 8 (an) Baryton 4 (an) Clairon 4 (an) |